# 梅村俊男
梅村俊男（うめむら としお、1943年〈昭和18年〉3月28日 - ）は、日本の銀行家。元北日本銀行代表取締役専務。岩手県江刺市（現・奥州市）出身。

## 略歴
- 1961年 岩手県立黒沢尻北高等学校卒業後、北日本銀行入行
  - 以降、人事部研修課長、南大通支店長、審査第二部長、総合企画部長等を歴任する[1]。
- 1995年、取締役総合企画部長委嘱[1]
- 1997年
  - 6月、常務取締役総合企画部長委嘱
  - 7月、常務取締役東京支店長委嘱
- 2001年、常務取締役経営企画部長委嘱
- 2002年、専務取締役就任
- 2010年、退任